# Pfarrkirche Hofkirchen an der Trattnach

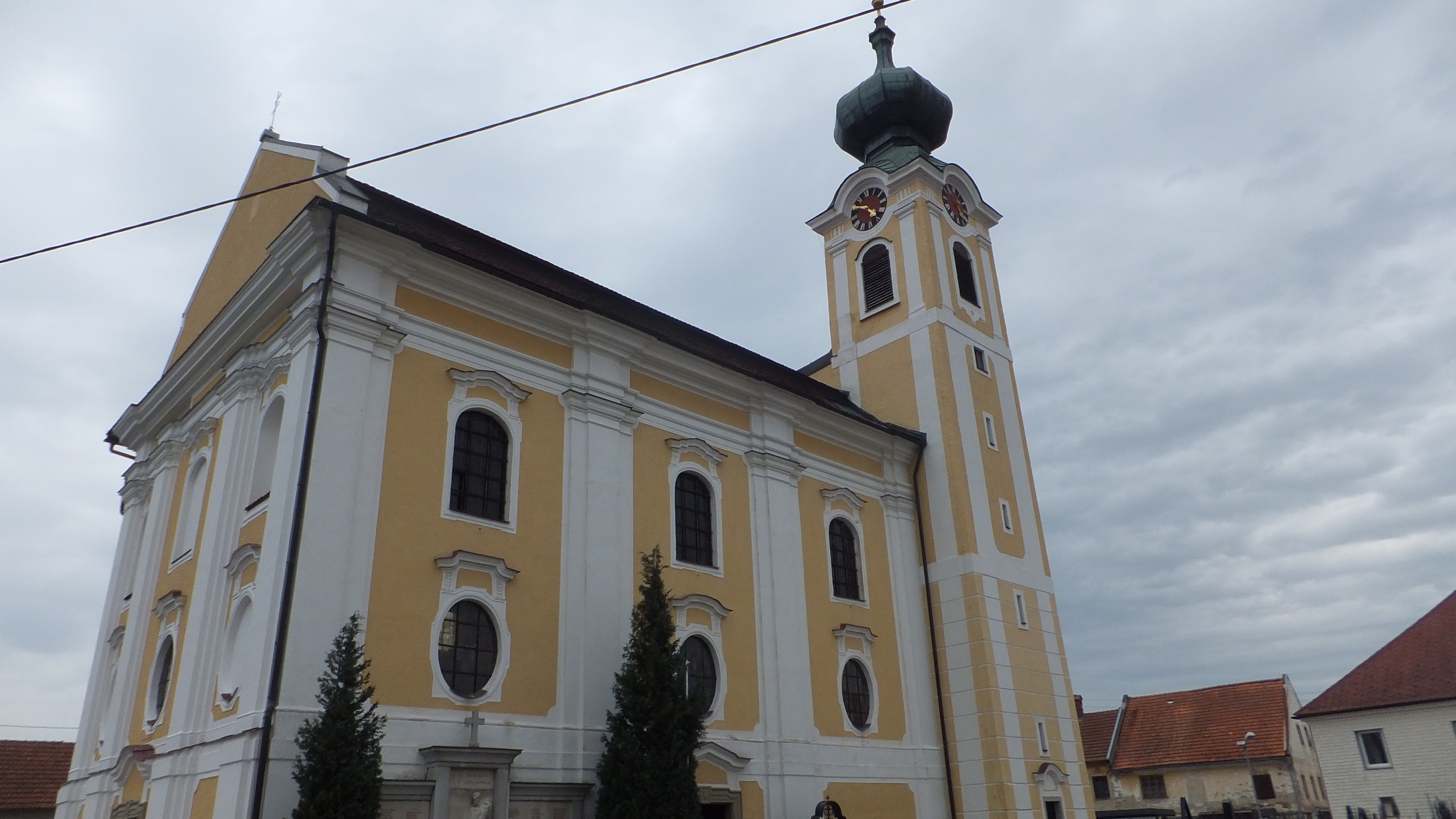
Kath. Pfarrkirche hl. Johannes der Täufer in Hofkirchen an der Trattnach

Die Pfarrkirche Hofkirchen an der Trattnach steht im Ort Hofkirchen an der Trattnach in der Marktgemeinde Hofkirchen an der Trattnach in Oberösterreich. Die römisch-katholische Pfarrkirche hl. Johannes der Täufer gehört zum Dekanat Kallham in der Diözese Linz. Die Kirche und der Friedhof stehen unter Denkmalschutz.

## Geschichte
Während der Herrschaft Herzog Tassilos wird im Jahre 785 der Ort erstmals urkundlich erwähnt. Diese älteste bekannte Urkunde berichtet von der Konsensschenkung des hier ansässigen bajuwarischen Edlen Lantperth. Er übergab große Teile seines Besitzes der Kirche zum heiligen Johannes im Trattnachtale und diese an das Hochstift von Passau.
Die gotische Kirche ging 1620, während des Dreißigjährigen Kriegs, in Flammen auf und es dauerte fast 100 Jahre, bis sie durch Pfarrer Moritz Prechensteiner 1712–1716 als Barockkirche wiederhergestellt wurde.
Die Kirche erhielt nach den Plänen des Barockbaumeisters Jakob Pawanger einen Umbau des Chores und einen kompletten Neubau des Langhauses. Der Turm wurde 1754 mit dem Barockbaumeister Johann Gotthard Hayberger aus Steyr ausgebaut.

## Architektur
Das einschiffige dreijochige Langhaus unter einem Platzlgewölbe hat eingezogene Strebepfeiler mit damit gewirkten unteren Seitenkapellen und oberen Emporen. Die Wände zeigen eine komposite Pilastergliederung. Der eingezogene einjochige – im Kern gotische – platzlgewölbte Chor hat einen Kreissegmentschluss. Die dreiachsige zweijochige Westempore hat ein Kreuzgewölbe und zeigt eine Brüstung mit Stuck. Der Turm im südlichen Chorwinkel trägt einen Zwiebelhelm. Das Oratorium im Chor zeigt Stuck um 1720/1730. Die Fresken Verherrlichung der Kirche, die vier Evangelisten, Auffindung des Kreuzes, sechs Szenen aus dem Leben von Johannes dem Täufer vom Barockmaler Wolfgang Andreas Heindl (1754) wurden 1906/1907 übermalt und 1957 entrestauriert.

## Ausstattung
Der Hochaltar aus Stuck, die Seitenaltäre und die Kanzel sind aus der barocken Umbauzeit. Es gibt eine Statue Christus aus dem dritten Viertel des 18. Jahrhunderts. Die spätbarocken Kreuzwegbilder sind wohl aus der Werkstatt des Malers Wolfgang Andreas Heindl.
Der Taufstein ist spätgotisch.